# Chrysotachina cristiverpa
Chrysotachina cristiverpa là một loài ruồi trong họ Tachinidae.